# Assistent Gesundheit und Soziales EBA
Assistent Gesundheit und Soziales EBA (EBA = Eidgenössisches Berufsattest) ist eine berufliche Grundbildung in der Schweiz.
Die Ausbildung zum Assistent Gesundheit und Soziales mit Eidgenössischem Berufsattest dauert zwei Jahre. Voraussetzungen sind der Abschluss der obligatorische Schule mit Grundanforderungen (Volksschule), schriftliche und mündliche Deutschkenntnisse und das Verstehen des Schweizerdeutschen.
Die Berufsbezeichnung für Männer bzw. Frauen ist Assistent/in Gesundheit und Soziales EBA. Im Jahr 2019 lag der Männeranteil der in diesen Beruf eintretenden Personen bei 23 %.

## Ausbildung
Die Berufsfachschule wird an einem Tag der Woche besucht. Überbetriebliche Kurse dienen zur Vertiefung der Praxis.

## Arbeitsort
Assistenten Gesundheit und Soziales arbeiten in Alters- und Pflegezentren, in Behinderteneinrichtungen, Spitälern und Kliniken oder zu Hause beim Klienten.

## Vorgänger
Der Vorgänger zum heutigen Assistenten Gesundheit und Soziales EBA war der Pflegeassistent im Schweizerischen Roten Kreuz (SRK). Die Ausbildung zum/zur Pflegeassistent SRK dauerte ein Jahr, wobei an zwei Tage der Woche schulischer Unterricht besucht wurde.
Die Abschlüsse wurden einander nicht gleichgestellt. Theoretisch wäre die Weiterqualifikation zum Assistent Gesundheit und Soziales EBA möglich. Empfohlen wird aber die Weiterqualifikation zum Fachmann Gesundheit bzw. Betreuung, da so auch der Weg in die höhere Berufsbildung offensteht.
Die ersten Ausbildungen in einigen Kantonen begannen 2011, in den meisten Begann die Ausbildung 2012.

## Weiterbildungsmöglichkeiten
Assistenten Gesundheit und Soziales können sich in Kursen weiterbilden.
Eine verkürzte berufliche Grundbildung (Einstieg ins zweite Lehrjahr) ist in folgenden Berufen möglich:
- im Berufsfeld Gesundheit zum Fachmann Gesundheit
- im Berufsfeld Soziales zum Fachmann Betreuung